# سيمون وايلز
سيمون وايلز (بالإنجليزية: Simon Wiles)‏ هو لاعب كرة قدم بريطاني، ولد في 22 أبريل 1985 في برستون في المملكة المتحدة. لعب مع دونفرملين أثلتيك وماكليسفيلد تاون ونادي بارو ونادي بلاكبول.

## وصلات خارجية
- سيمون وايلز على موقع قاعدة بيانات كرة القدم.إي يو (الإنجليزية)
- سيمون وايلز على موقع Soccerbase.com (لاعب) (الإنجليزية)